# Sztandar z Ur

Sztandar z Ur – strona wojenna

Sztandar z Ur – zabytek sztuki sumeryjskiej, pochodzący z okresu wczesnodynastycznego (2900–2334 p.n.e.), znaleziony w południowej Mezopotamii w jednym z Grobów Królewskich z Ur. Jeden z najważniejszych przykładów sztuki Sumeru. Przechowywany obecnie w Muzeum Brytyjskim.

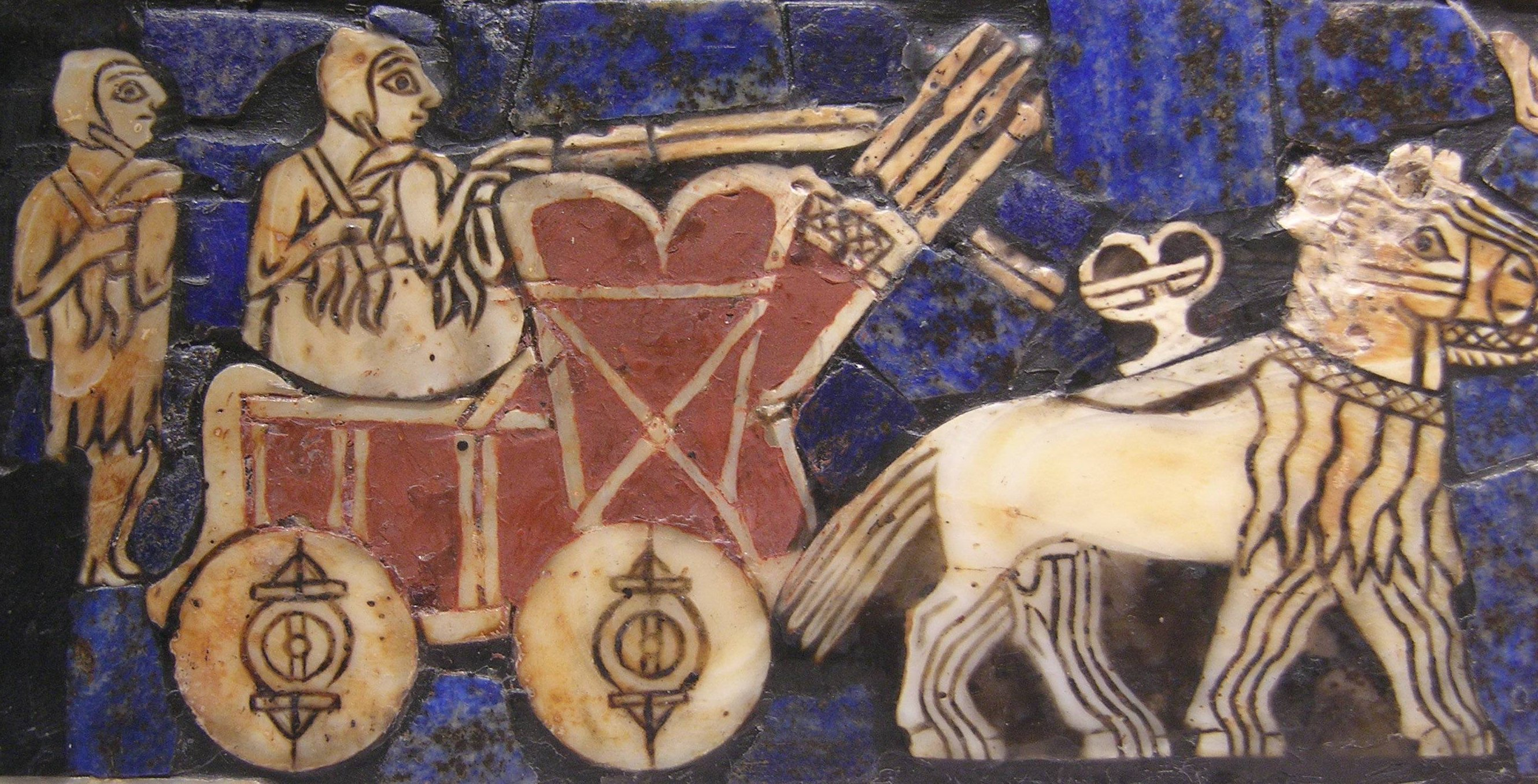
Rydwan – fragment Sztandaru z Ur ze strony wojennej

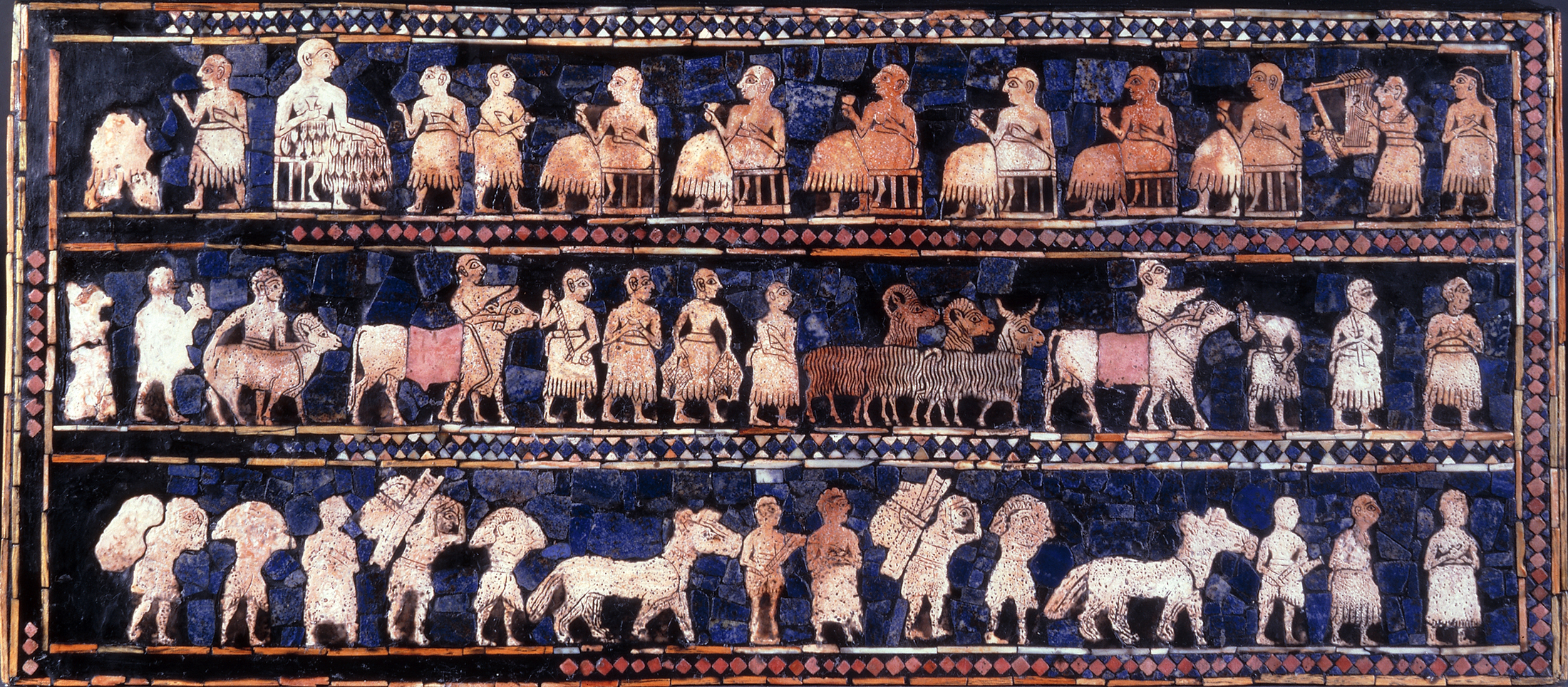
Sztandar z Ur – strona pokojowa

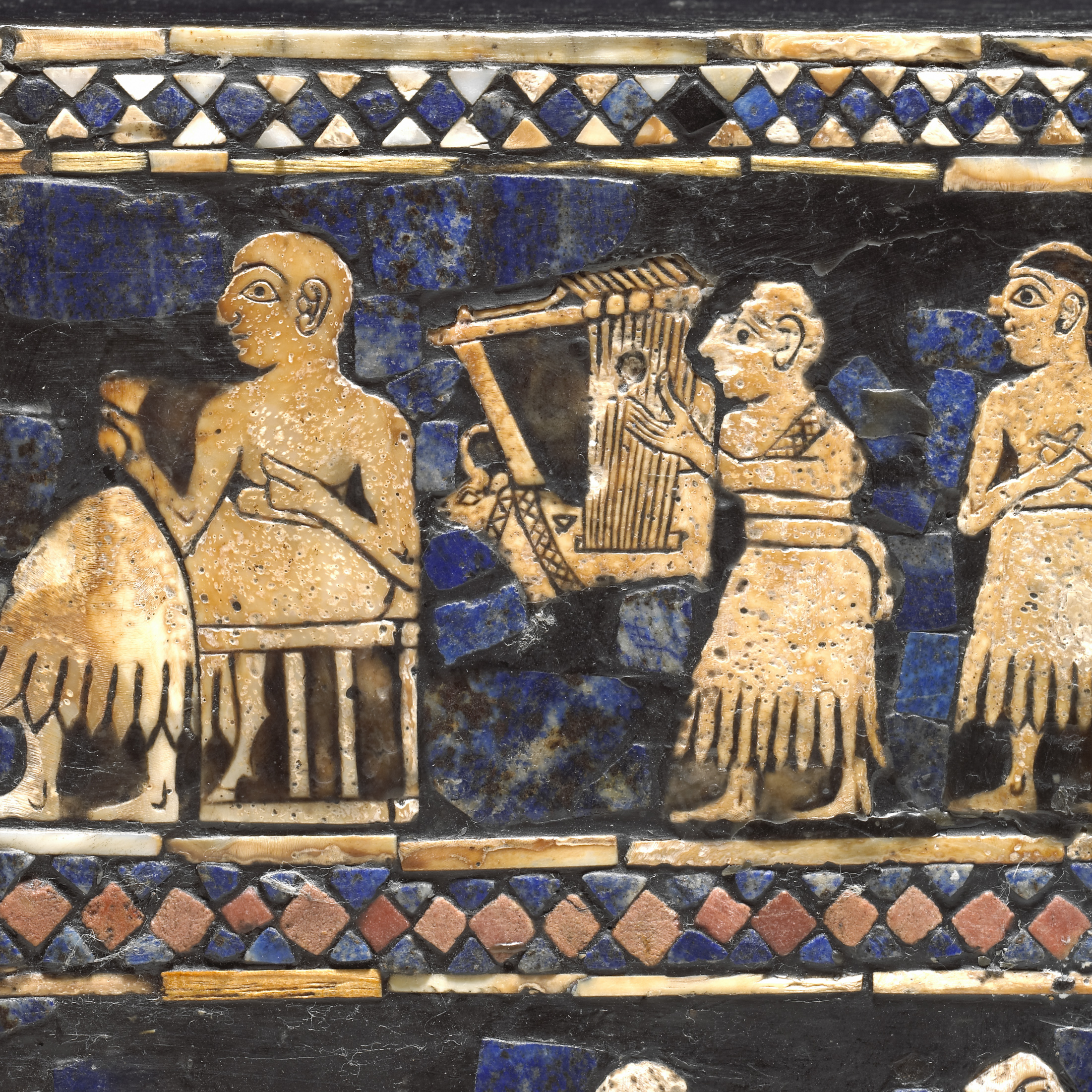
Lirnik – fragment Sztandaru z Ur ze strony pokojowej

Wbrew nazwie jest to drewniana skrzynia o nieznanej funkcji (prawdopodobnie służyła jako pudło rezonansowe harfy). Pokryta jest z czterech stron mozaiką z muszli i lazurytem. Mierzy ok. 20 cm wysokości i ok. 50 cm długości. Po jednej stronie przedmiotu przedstawione zostało życie ludności w czasie pokoju. Widać tu przygotowania do uczty w trzech pasach kompozycji. Po drugiej stronie uwieczniono czas wojny, a więc rydwany z oszczepnikami, wojowników, jak też pokonanych jeńców. W najwyższym pasie przedstawiono samego króla. Panele boczne skrzyni ukazują ludzi i zwierzęta w scenach figuralnych.